# 英雄的ゲリラ

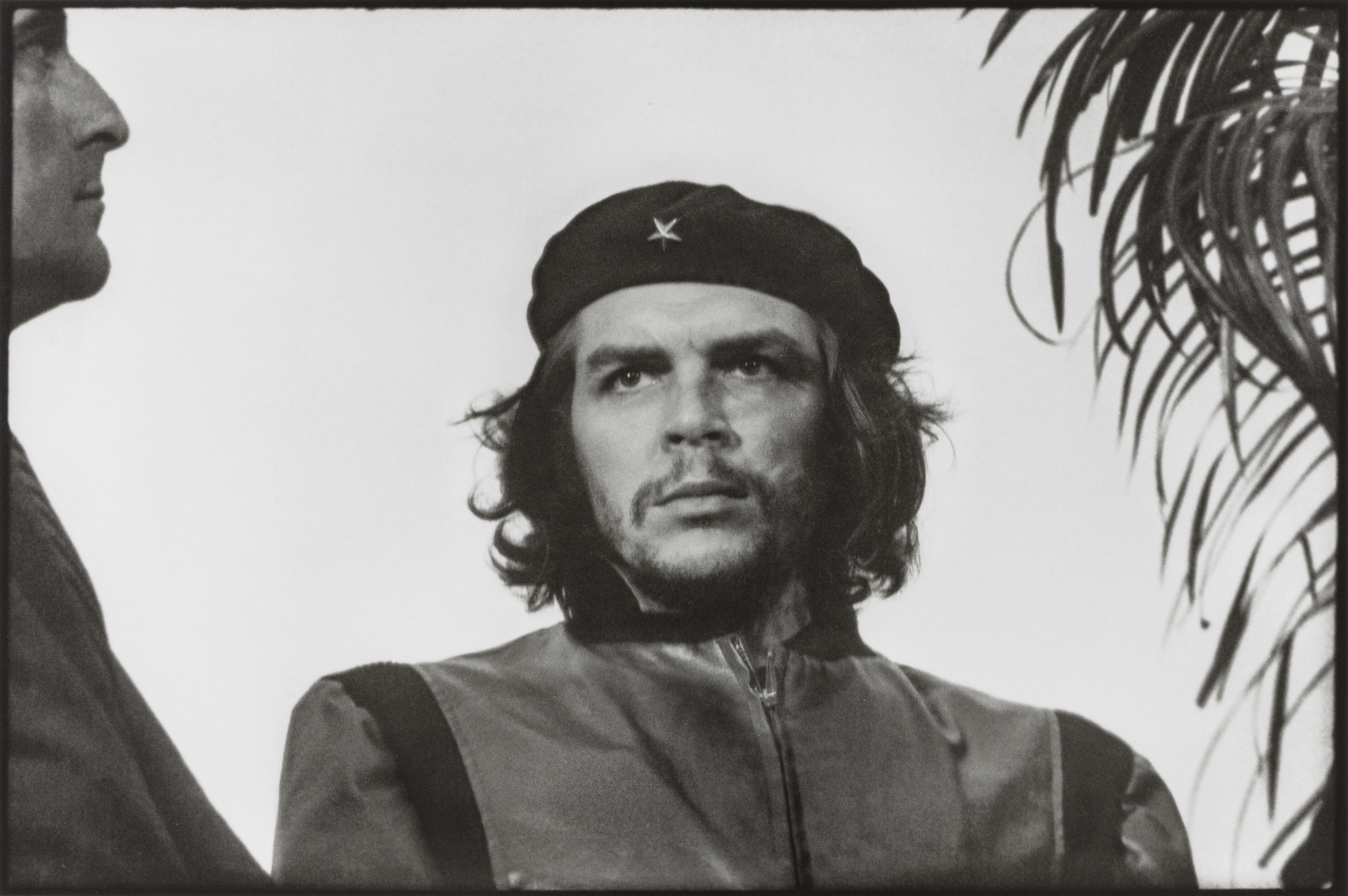
『英雄的ゲリラ』のオリジナル・フォトグラフ

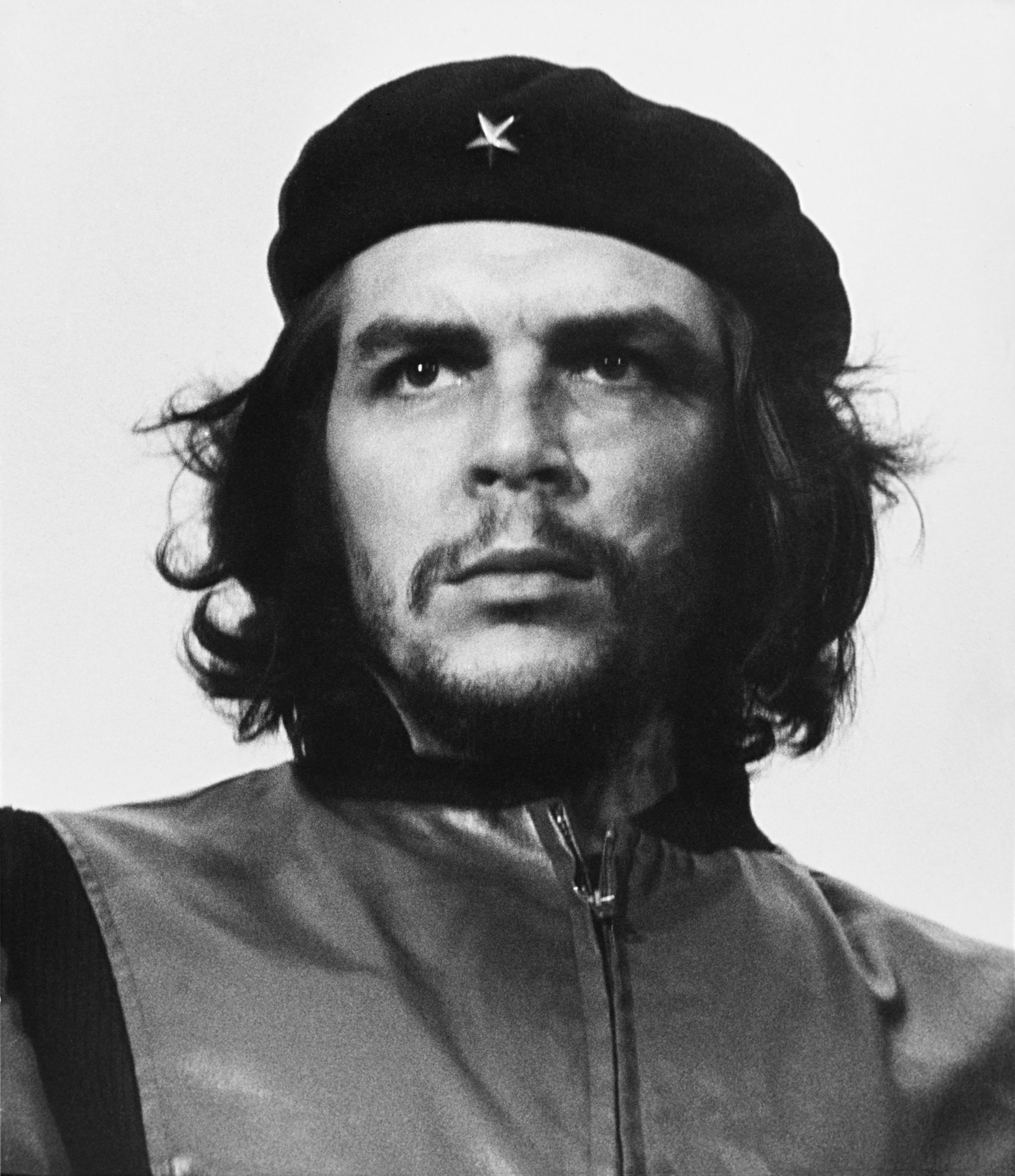
『英雄的ゲリラ』の加工された写真

『英雄的ゲリラ』（えいゆうてきゲリラ、スペイン語: Guerrillero Heroico）は、アルゼンチン出身のマルクス主義革命家チェ・ゲバラの姿を撮影した写真。1960年3月5日にアルベルト・コルダが撮影した。20世紀において最も多くの複製が行われた写真とも言われる。

## 撮影までの経緯
1960年3月4日にキューバ・ハバナ港において、ベルギーから輸入された武器・弾薬70トンを積載した蒸気貨物船「ラ・クーブル号」が爆発する事件が起きた。爆発は二度に及び、港湾労働者、消防士を含む81名が死亡、数百名が負傷する惨事となり、翌5日、ハバナ市のコロン墓地において追悼集会が行われた。この時キューバ政府閣僚の一人として演壇上に上がっていたゲバラの表情を捉えたものが『英雄的ゲリラ』である。
この写真が撮影される直前、壇上ではフィデル・カストロが爆破事件の詳細を説明しており、他にカミーロ・シエンフエゴスや、フランスから招かれていた思想家のジャン・ポール・サルトル、シモーヌ・ド・ボーヴォワール等、多数の閣僚および来賓が壇上に上がっていた。その中でゲバラは後列に立ち、撮影者のコルダは演壇より10メートルほどの場所から90 mm中望遠カメラ（ライカ・M2、コダック・プラス-Xパンフィルム使用）を構えていたため、その姿を確認することはできなかった。しかし11時20分頃、詰めかけた聴衆の様子を見ようとゲバラが前列に歩み出る。およそ30秒ほどで再び元の位置に戻ったが、この間にコルダはその姿を捉えた2枚の写真を撮影した。

## 写真の公開、伝播

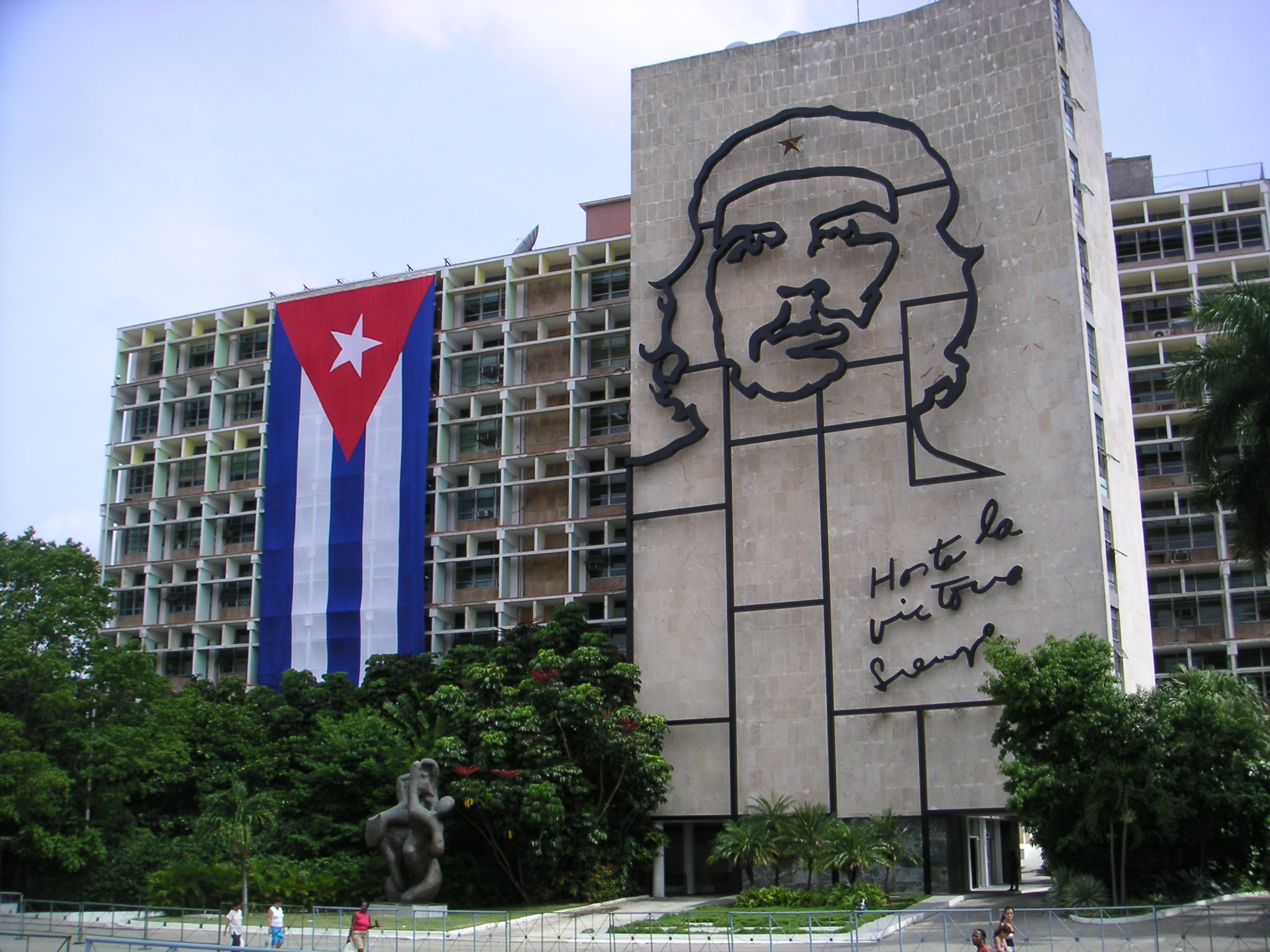
壁の前に鉄線で描かれた肖像。ハバナ・革命広場。

当時『レボルシオン』紙の写真記者であったコルダは、この日撮影した全ての写真を編集部に送ったが、ゲバラの写真は掲載されなかった。しかしコルダ自身はこれを非常に気に入り、『英雄的ゲリラ』と題を付けて自身のスタジオ内に貼っていた。
以後長らくこの写真が一般に公開されることはなかったが、1967年、イタリアの出版王であり、共産主義革命家でもあったジャンジャコモ・フェルトリネッリが、キューバ共産党中央委員アイデ・サンタマリアの紹介でコルダ・スタジオを訪れる。ゲバラの写真を求めてやって来たものであり、フェルトリネッリはスタジオ内に貼られていた『英雄的ゲリラ』を一目見て気に入り、2枚の焼き増し写真を譲り受けてイタリアに帰国した。その数か月後、10月9日にチェ・ゲバラ自身がボリビアでのゲリラ活動中、ボリビア政府軍により捕縛・処刑されたことが発表されると、フェルトリネッリは譲り受けた写真をポスター化し、一般に向けて販売した。また、キューバ政府ではその死後直ちに写真を肖像化し、その追悼集会においてはフィデル・カストロが巨大な遺影の前で演説を行った。これらにより、『英雄的ゲリラ』は初めて世間の目に触れることとなった。

### 反体制の象徴、ファッション化

ジム・フィッツパトリック(Jim Fitzpatrick)による『英雄的ゲリラ』

この時期、ヨーロッパでは左翼的反体制運動が大きな潮流を作っており、その中でポスターは大きな反響を呼び、イタリア国内だけで100万枚以上を売り上げた。その後『英雄的ゲリラ』は様々に改変され、世界的に伝播する反体制運動の潮流と共に、その象徴として広まっていった。1968年にはアイルランドの現代アーティスト、ジム・フィッツパトリックが写真にネガティブ加工を施しベレーの少佐章を右に傾け背景を赤く塗ったポスターを制作、同年フランスで起きた五月革命のシンボルとして使用された。フィッツパトリックはこの作品が広く使用されることを望み著作権を放棄したため、二次改変による作品・商品が飛躍的に増加し、アンディ・ウォーホルも色調の異なる9枚のフィッツパトリック作品をシルクスクリーン転写した作品を発表している。
1970年代に入り、反体制運動は一時に比して沈静化したが、その後も『英雄的ゲリラ』はファッションにおけるデザインの一つとして定着し、その思想に全く関与しない形での使用がしばしば見られるようになった。2008年には『英雄的ゲリラ』の撮影から流行化に至るまでを描いたドキュメンタリー映画『Chevolution』が制作された。

## 著作権
撮影者のコルダは生前「ゲバラの思い出を伝えたいと望む人々や、世界の平和目的に写真が複製される限りには反対しない」と述べており、『英雄的ゲリラ』の著作権を明確に主張せず、各種の二次的著作物から生じた利益も受け取らず、創造的著作物に対する著作者の権利を国際的に定めたベルヌ条約をキューバが批准した1997年以降においても一切請求しなかった。ただし、唯一2000年にイギリスの酒造会社ディアジオが、スミノフウォッカの宣伝に利用しようとした際には、ゲバラ自身が酒を飲まない人物だったこともあり「ゲバラに対する冒涜である」と強く反発、訴訟に発展した。この裁判は会社がコルダに対し5万ドルの和解金を支払い、宣伝を取りやめることで決着している。なお、キューバは著作者の死後50年までを著作権保護の期間としているため、公的には『英雄的ゲリラ』の著作権は2051年12月31日まで保持される。